# Club Sportivo Cerrito
Il Club Sportivo Cerrito, noto semplicemente come Cerrito, è una società calcistica del Cerrito de la Victoria, un quartiere di Montevideo, in Uruguay.
Nella stagione 2020 milita in Segunda División.

## Palmarès

### Competizioni nazionali
- Segunda División Uruguaya: 2

2003, 2020
- Liga Metropolitana Amateur de Fútbol: 2

1982, 1998
- Divisional Intermedia: 2

1951, 1970
- Divisional Extra: 1

1948

### Altri piazzamenti
- Campionato uruguaiano:

Secondo posto: 2004
- Segunda División Profesional de Uruguay:

Secondo posto: 2008-2009, 2010-2011